# Meistriliiga de 2008
Meistriliiga 2008 foi a 18ª edição da Meistriliiga. A competição teve início em 8 de março de 2008 e se encerrou em 15 de novembro de 2008. O campeão foi o FC Levadia Tallinn.

## Equipes
| Equipe         | Localização | Estádio             | Capacidade | Técnico           |
| -------------- | ----------- | ------------------- | ---------- | ----------------- |
| Flora          | Tallinn     | A. Le Coq Arena     | 9,300      | Pasi Rautiainen   |
| Kalju          | Tallinn     | Hiiu Staadion       | 500        | Fredo Getulio     |
| Levadia        | Tallinn     | Kadrioru Staadion   | 4,750      | Igor Prins        |
| Maag Tammeka   | Tartu       | Tamme Staadion      | 2,000      | Sergei Zamogilnõi |
| Sillamäe Kalev | Sillamäe    | Kalevi Staadion     | 2,000      | Vadim Dobiža      |
| Tallinna Kalev | Tallinn     | Kalevi Keskstaadion | 12,000     | Aavo Sarap        |
| Trans          | Narva       | Kreenholmi Staadion | 3,000      | Aleksei Jagudin   |
| Tulevik        | Viljandi    | Linnastaadion       | 2,500      | Marko Lelov       |
| TVMK           | Tallinn     | Kadrioru Staadion   | 4,750      | Sergei Ratnikov   |
| Vaprus         | Pärnu       | Kalevi Staadion     | 1,900      | Ants Kommussaar   |

## Classificação
- 1- O FC TVMK Tallinn anunciou sua retirada do futebol profissional.[1][2][3]

## Campeão
| Meistriliiga 2008          |
| -------------------------- |
| Levadia Tallin (6º título) |

## Artilharia
- Atualizado em 8 de novembro de 2008

| #              | Nome             | Equipe         | Gol(o)s |
| -------------- | ---------------- | -------------- | ------- |
| 1              | Ingemar Teever   | Kalju          | 23      |
| 2              | Nikita Andreev   | Levadia        | 22      |
| 3              | Sander Post      | Flora          | 19      |
| 4              | Jarmo Ahjupera   | Flora          | 17      |
| 4              | Felipe Nunes     | Kalju          | 17      |
| 6              | Tarmo Kink       | Levadia        | 16      |
| 7              | Indrek Zelinski  | Levadia        | 15      |
| 7              | Henri Anier      | Flora          | 15      |
| 9              | Irfan Ametov     | Sillamäe Kalev | 13      |
| 9              | Artjom Dmitrijev | TVMK           | 13      |
| 9              | Vladislav Gussev | TVMK           | 13      |
| 9              | Nikolai Lõsanov  | Trans          | 13      |
| Total          | Total            | Total          | 639     |
| Média por jogo | Média por jogo   | Média por jogo | 3.55    |